# Дејвид Џејкобс
Дејвид Вилијам Џејкобс (енгл. David William Jacobs; Кардиф, Велс, 30. април 1888. — Ландидно, Велс, 6. јун 1976) је велшки атлетичар, специјалиста за трчање на 100 и 200 метара.
Као члан репрезентације Уједињеног Краљевства учествовао је на Летњим олимпијским играма у Скокхолму 1912.. Такмичио се у дисциплинама трчања на 100 м, 200 м и штафети 4 х 100 метара. У обе појединачне дисциплине такмичење је завршио у полуфиналу са непознатим резултатима. У такмичењу штафета, које је први пут било на програму олимпијских игара, репрезентација Уједињеног Краљевства освојила је златну медаљу у времену 42,04. Чланови штафете су, уз Џејкобса, били и Хенри Макинтош, Виктор Дарси и Вили Еплгарт.
У полуфиналној трци штафета победила је екипа САД која је касније дисквалификована због погрешне предаје палице, а у финале се пласирала екипа Уједињеног Краљевства. Екипа Немачке, главни фаворит и светски рекордер, победила је у финалу, али је такође дисквалификована због погрешне предаје палице, па је златну медаљу освојила другопласирана екипа Уједињеног Краљевства.